# Achromatium
Achromatium (лат.) — род гамма-протеобактерий из порядка Thiotrichales.
Бактерия живёт в донных отложениях пресных озёр и получает энергию за счёт окисления сероводорода сначала до серы (которая хранится в виде гранул в цитоплазме), а затем и до сульфатов.

## Этимология названия
Название происходит от греч. α- — «не» и chroma — «цвет».

## Виды
- Achromatium minus
- Achromatium oxaliferum
- Candidatus Achromatium palustre